# 大阪神鉄豊中タクシー
大阪神鉄豊中タクシー株式会社（おおさかしんてつとよなかタクシー 英: Osaka Shintetsu Toyonaka Taxi Co., Ltd.）は、神鉄グループのタクシー会社。
同じ神鉄グループの神鉄タクシーが神戸市を営業エリアとしているのに対し、こちらは大阪市・豊中市に営業所をおいている。

## 概要

### 設立の経緯
神鉄グループでは、1962年（昭和37年）2月に兵庫県内を営業区域とする神鉄交通（現：神鉄タクシー）を設立し、相当な実績を挙げるようになっていた。また同時期、阪急タクシーや新阪神タクシーなど、大手私鉄が相次いで大阪都市部でのタクシー経営に参入しており、神鉄グループとしても人並みに大阪でタクシー事業を展開する構想が持ち上がった。
このような背景から、1964年（昭和39年）7月10日に大阪府内を営業区域とする大阪神鉄交通株式会社の設立が決定され、1966年（昭和41年）12月10日に設立発起人会を開催、1967年（昭和42年）1月16日には大阪陸運局に35両の経営免許申請を完了させた。
しかし当時は大阪市内で2,000両のタクシーが休車になるなど深刻な乗務員不足状態であり、減車を申請するタクシー企業が発生していたほか、ほとんどの事業者が赤字経営となっていて業界は増車抑制時代となっていた。このような中での新企業の認可は非常に困難を極めたが、神戸電気鉄道（現：神戸電鉄）の懸命な請願努力の結果、同年唯一のタクシー認可として1968年（昭和43年）12月28日、自動車運送事業経営の免許を受けることに成功した。
1969年（昭和44年）4月8日、神戸電気鉄道（現：神戸電鉄）本社ビル内で創立総会を開催し、大阪神鉄交通株式会社が資本金3,000万円で発足した。神戸電気鉄道（現：神戸電鉄）から社長に原泰良、副社長に佐藤京市が就任し、本社事務所は大阪府大阪市東淀川区淡路本町に置いた。社章は神戸電気鉄道と同柄で地色をグリーンとしたものを制定した。

### 経営の拡充
1969年（昭和44年）4月25日に開業した同社は事業区域の拡大を順次進め、開業同年中に新大阪駅・天王寺駅・大阪駅・湊町駅の乗り入れ許可と、門真市・東大阪市・八尾市・豊中市・池田市・吹田市・摂津市での営業認可を受けたほか、大阪万博に備えて4両の増車を行った。
1970年（昭和45年）11月には社長に中田大三（当時神戸電鉄社長）が就任し積極経営を図ることになり、1971年（昭和46年）には駐車場事業への参入と一般自家用車整備事業への注力を開始した。さらに新本社ビルの建設を計画し、同年7月17日に阪急新大阪線建設予定地の2,935.56㎡の広大な敷地を新本社の建設地として阪急電鉄から借り入れた。
新本社ビルの建設工事は神鉄グループの神鉄設計に発注し、同年11月起工式を挙行した。鉄筋コンクリート2階建の本社ビルと70両収容の車庫、整備工場を神鉄設計が建設し、1972年（昭和47年）3月14日に竣工式を開催した。同年11月、新本社と出勤中タクシーの連絡方法としてポケットベルを採用し、さらに新整備工場の井戸を改修して井戸水の洗車利用を開始した。
1974年（昭和49年）7月、大阪のタクシー事業者でトップを切って機械式メーターを廃止して電子式メーターを採用し、車両数を50両まで増加させた。
このように経営の拡充を図った結果、兄弟会社である神鉄交通（現：神鉄タクシー）とともに業績は年々向上し、1978年（昭和53年）には2割配当をするまでになった。

### 豊中市内への進出
1997年（平成9年）6月30日に阪急電鉄完全子会社の豊中タクシー株式会社（1953年〈昭和28年〉9月21日設立）の事業を完全譲受し、豊中市への進出を果たした。

## 歴史
- 1953年（昭和28年）9月21日 豊中タクシー株式会社設立。
- 1969年（昭和44年）4月9日 大阪神鉄交通株式会社設立。
- 1997年（平成9年）6月30日 大阪神鉄交通株式会社が豊中タクシー株式会社より営業権を譲り受け、社名を大阪神鉄豊中タクシーに変更。

## 営業所
- 大阪営業所
- 豊中営業所

車両数は100台。

### 駐車場経営
新大阪近隣エリアにて4つの駐車場を経営している。
- 第1駐車場（収容台数71台）
- 第2駐車場（収容台数23台）
- 第3駐車場（収容台数14台）
- 第4駐車場（収容台数14台）

### ビル経営
阪急電鉄曽根駅近くでビルを経営している。